# چرخه اکسید آهن

دیاگرام ساده شدهٔ چرخهٔ اکسید آهن

چرخهٔ اکسید آهن (Fe3O4‎ و FeO) یک چرخهٔ گرماشیمی دو مرحله‌ای است که در تولید هیدروژن کاربرد دارد. این چرخه بر پایهٔ کاهش و پس از آن اکسایش یون‌های آهن استوار است. کاهش و اکسایش بویژه برای Fe3+‎ به Fe2+‎ است.
گام‌های این چرخه عبارتند از:
1. M(II)Fe2(III)O4 → M(II)O + 2Fe(II)O + ½O2 (کاهش)
2. M(II)O + 2Fe(II)O + H2O → M(II)Fe2(III)O4 + H2 (اکسایش)

در رابطه‌های بالا، M می‌تواند خود آهن، کبالت، نیکل، منگنز، روی یا ترکیبی از آنها باشد. گام نخست در دمایی بالاتر از ۱۴۰۰ درجهٔ سانتیگراد روی می‌دهد و گام دوم در دمایی کمتر از ۱۰۰۰ درجهٔ سانتیگراد.